# 류동완
류동완(柳東完, 1989년 3월 6일 ~ )은 대한민국의 바둑 기사이다. 프로 바둑 기사 류민형 4단의 형이다.

## 약력
골든벨 바둑도장 김정렬 원장 문하에서 바둑을 배웠으며 2007년 제111회 입단대회를 통해 입단했다. 2008년 제일화재팀으로 출전한 한국바둑리그 본선과 제4기 십단전 본선에 진출했다. 2009년 티브로드팀으로 KB국민은행 한국바둑리그에 출전했으며, 2단으로 승단했다. 2013년 6월 3단으로 승단한 이후 2019년 3월에 4단으로 승단했다.